# Hemipilia silvestrii
Hemipilia silvestrii là một loài lan thuộc chi Hemipilia.